# Wereldkampioenschappen schaatsen afstanden 2011 - 500 meter vrouwen
De 500 meter vrouwen op de wereldkampioenschappen schaatsen afstanden 2011 werd gehouden op zondag 13 maart 2011 in de Max Aicher Arena in Inzell, Duitsland. Titelverdedigster Jenny Wolf wist haar titel te verdedigen. Ze won voor olympisch kampioene Lee Sang-hwa en Wang Beixing.

## Statistieken

### Uitslag
| #      | Naam                | Land | 1e run  | 2e run | Totaal  |
| ------ | ------------------- | ---- | ------- | ------ | ------- |
| Goud   | Jenny Wolf          | GER  | 37,98   | 37,95  | 75,930  |
| Zilver | Lee Sang-hwa        | KOR  | 38,14   | 38,03  | 76,170  |
| Brons  | Wang Beixing        | CHN  | 38,35   | 38,04  | 76,390  |
| 4      | Annette Gerritsen   | NED  | 38,14   | 38,33  | 76,470  |
| 5      | Judith Hesse        | GER  | 38,50   | 38,13  | 76,630  |
| 6      | Heather Richardson  | USA  | 38,51   | 38,30  | 76,810  |
| 7      | Margot Boer         | NED  | 38,51   | 38,37  | 76,880  |
| 8      | Nao Kodaira         | JPN  | 38,67   | 38,27  | 76,940  |
| 9      | Zhang Hong          | CHN  | 38,48   | 38,61  | 77,090  |
| 10     | Maki Tsuji          | JPN  | 38,67   | 38,51  | 77,180  |
| 11     | Karolína Erbanová   | CZE  | 38,97   | 38,49  | 77,460  |
| 12     | Shannon Rempel      | CAN  | 38,95   | 38,72  | 77,670  |
| 13     | Lauren Cholewinski  | USA  | 39,03   | 38,69  | 77,720  |
| 14     | Olga Fatkoelina     | RUS  | 38,94   | 38,93  | 77,870  |
| 15     | Jekaterina Ajdova   | KAZ  | 38,84   | 39,22  | 78,060  |
| 16     | Chiara Simionato    | ITA  | 39,18   | 39,07  | 78,270  |
| 17     | Yukana Nishina      | JPN  | 39,12   | 39,16  | 78,280  |
| 18     | Rebekah Bradford    | USA  | 39,29   | 39,08  | 78,370  |
| 19     | Lee Bo-ra           | KOR  | 39,36   | 39,20  | 78,560  |
| 20     | Anastasia Bucsis    | CAN  | 39,32   | 39,24  | 78,560  |
| 21     | Qi Shuai            | CHN  | 39,36   | 39,43  | 78,790  |
| 22     | Laurine van Riessen | NED  | 1.41,56 | 38,84  | 140,400 |
| —      | Monique Angermüller | GER  | 1.35,85 | —      | —       |

### Loting 1e 500m
| Rit | Binnenbaan          | Buitenbaan         |
| --- | ------------------- | ------------------ |
| 1   | Chiara Simionato    |                    |
| 2   | Rebekah Bradford    | Anastasia Bucsis   |
| 3   | Jekaterina Ajdova   | Olga Fatkoelina    |
| 4   | Monique Angermüller | Lauren Cholewinski |
| 5   | Zhang Hong          | Karolína Erbanová  |
| 6   | Yukana Nishina      | Wang Beixing       |
| 7   | Lee Bo-ra           | Shannon Rempel     |
| 8   | Annette Gerritsen   | Qi Shuai           |
| 9   | Maki Tsuji          | Judith Hesse       |
| 10  | Laurine van Riessen | Nao Kodaira        |
| 11  | Heather Richardson  | Jenny Wolf         |
| 12  | Lee Sang-hwa        | Margot Boer        |

### Ritindeling 2e 500 m
| Rit | Binnenbaan         | Buitenbaan          |
| --- | ------------------ | ------------------- |
| 1   | Qi Shuai           | Laurine van Riessen |
| 2   | Anastasia Bucsis   | Lee Bo-ra           |
| 3   | Lauren Cholewinski | Rebekah Bradford    |
| 4   | Karolína Erbanová  | Chiara Simionato    |
| 5   | Shannon Rempel     | Yukana Nishina      |
| 6   | Olga Fatkoelina    | Jekaterina Ajdova   |
| 7   | Nao Kodaira        | Maki Tsuji          |
| 8   | Margot Boer        | Heather Richardson  |
| 9   | Judith Hesse       | Zhang Hong          |
| 10  | Wang Beixing       | Lee Sang-hwa        |
| 11  | Jenny Wolf         | Annette Gerritsen   |

1996 · 
1997 · 
1998 · 
1999 · 
2000 · 
2001 · 
2003 · 
2004 · 
2005 · 
2007 · 
2008 · 
2009 · 
2011 · 
2012 · 
2013 · 
2015 · 
2016 · 
2017 · 
2019 · 
2020 · 
2021 · 
2023 · 
2024 · 
2025